# Гістоновий код
Гістоновий код – гіпотеза відповідно до якої транскрипція генетичної інформації закодованої в ДНК є частково залежною від хімічних модифікацій у N-кінцевих ділянках гістонів, білків що утворюють нуклеосоми. Разом з іншими механізмами, такими як метилювання ДНК, ковалентні модифікації гістонів належать до епігенетичного коду. Гістони асоціюються з ДНК утворюючи нуклеосоми, які в свою чергу утворюють хроматинові нитки, із яких утворені хромосоми. Гістони є глобулярними протеїнами із вільним гнучким N-кінцем (який інколи називають «хвостом») який виступає з нуклеосоми. Багато з ковалентних N-хвостових модифікацій гарно корелюють із функціональними станами хроматину та з інтенсивністю експресії генів. Ключовою ідеєю гіпотези гістонового коду є те що ковалентні модифікації гістонів слугують для того щоб залучити інші функціональні білки (які мають також спеціальні домени для розпізнавання окремих модифікацій), а не просто для того щоб зміцнити або послабити нековалентні взаємодії між гістонами і ДНК. Протеїни залучені за допомогою ковалентного гістонового коду виконують певні функції, наприклад вмикають експресію генів. 

## Гіпотеза
Новизною гіпотези було припущення що організація хроматину на молекулярному рівні керується комбінаціями ковалентних модифікацій гістонів. Поки той факт, що ковалентні модифікації (такі як метилювання, ацетилювання, АДФ-рібозилювання, убіквітинилювання, фосфорилювання) гістонів впливають на структуру хроматину, є надійно встановленим, повне розуміння механізмів завдяки яким це відбувається є відсутнім. Хоча, деякі окремі випадки були детально вивчені. Наприклад було встановлено, що фосфорилювання залишків серину в позиціях 10 та 28 гістону H3 є маркером конденсованого хроматину. Також, комбінація із фосфориляції серину в позиції 10 та ацетилювання лізину 14 в гістоні H3 є молекулярним маркером активної транскрипції в цьому місці.

### Модифікації
Широко відомі модифікації гістонів включають:
- Метилювання

Метилюватись можуть амінокислотні залишки лізину та аргініну. Метильовані лізини є найбільш вивченими елементами гістонового коду і означають альтерації в рівні експресії генів. Метилювання залишків лізину H3K4 та H3K36 корелють з активацією транскрипції, тоді як деметилювання H3K4 корелює із тарнскрипційною неактивністю. Метилювання лізинів H3K9 та H3K27 корелює з транскрипційною репресією. Зокрема, H3K9me3 є ознакою гетерохроматину.
- ацетилювання — під впливом HAT (histone acetyl transferase); деацетилювання — під впливом HDAC (histone deacetylase)

Ацетилювання як правило означає «розкриття» хроматину оскільки ацетильовані гістони не можуть утворити стабільну нуклеосому.
- Фосфорилювання
- Убіквітинилювання

Існує велика кількість інших ковалентних модифікації гістонів які були відкриті із використанням високочутливої мас-спектрометрії.
| Тип модифікаці   | Гістон    | Гістон    | Гістон    | Гістон    | Гістон              | Гістон    | Гістон    |
| Тип модифікаці   | H3K4      | H3K9      | H3K14     | H3K27     | H3K79               | H4K20     | H2BK5     |
| ---------------- | --------- | --------- | --------- | --------- | ------------------- | --------- | --------- |
| моно-метилювання | активація | активація |           | активація | активація           | активація | активація |
| ди-метилювання   | активація | репресія  |           | репресія  | активація           |           |           |
| триметилювання   | активація | репресія  |           | репресія  | активація, репресія |           | репресія  |
| ацетилювання     |           | активація | активація |           |                     |           |           |

- H3K4me3 знайдений біля активно транскрибованих промоторів
- H3K9me3 знайдений в перманентно вимкнених генах.
- H3K27me знайдений в тимчасово вимкнених генах.[7]
- H3K36me3 знайдений в середині активно транскрибованих генів.
- H3K9ac знайдений біля активно транскрибованих промоторів.
- H3K14ac знайдений біля активно транскрибованих промоторів.

## Складність гістонового коду
Гістоновий код є потенційно дуже складним. Кожен із чотирьох гістонів може бути модифікований багатьма різними способами одразу по декільком позиціям в хвості. Це дає велику кількість потенційно можливих комбінацій. Наприклад, гістон H3 містить 19 залишків лізину які можуть бути метильвані — а саме моно-, ди- або триметильовані. У випадку незалежності цих модифікацій можливе існування 419 або 280 мільярдів комбінацій; це є значно більше ніж загальна кількість гістонів H3 у ядрі (6.4 Gb / ~150 bp на нуклеосому = ~ 44 мільйони гістонів у випадку найбільш компактного розташування нуклеосом). Кількість можливих значень комбінаторно зростає якщо враховувати ацетилювання лізинів (у випадку гістона H3 воно може відбуватись на 9 різних залишках), метилювання аргінінів (для H3 це три залишки) або треонін/серин/тирозинового фосфорилювання (для H3 це ще 8 залишків). Ця величезна кількість потенційно можливих комбінацій коду стає ще більшою якщо врахувати обидві копії H3 в нуклеосомі а також три інші пари гістонів.
Кожна нуклеосома в ядрі може мати унікальний «патерн».  Нещодавне систематичне дослідження 40 гістонових модифікацій в промоторах генів людини виявило близько 4000 різних комбінацій, більше 3000 з яких існують тільки на одному промоторі. В той же час, набір із 17 комбінацій був знайдений одночасно більш ніж в 3000 генів. 